# 6049 Toda
6049 Toda eller 1991 VP är en asteroid i huvudbältet som upptäcktes den 2 november 1991 av de båda japanska astronomerna Kazuro Watanabe och Atsushi Takahashi vid Kitami-observatoriet. Den är uppkallad efter den japanske astronomen Kojun Toda.